# Arcidiocesi di Utrecht

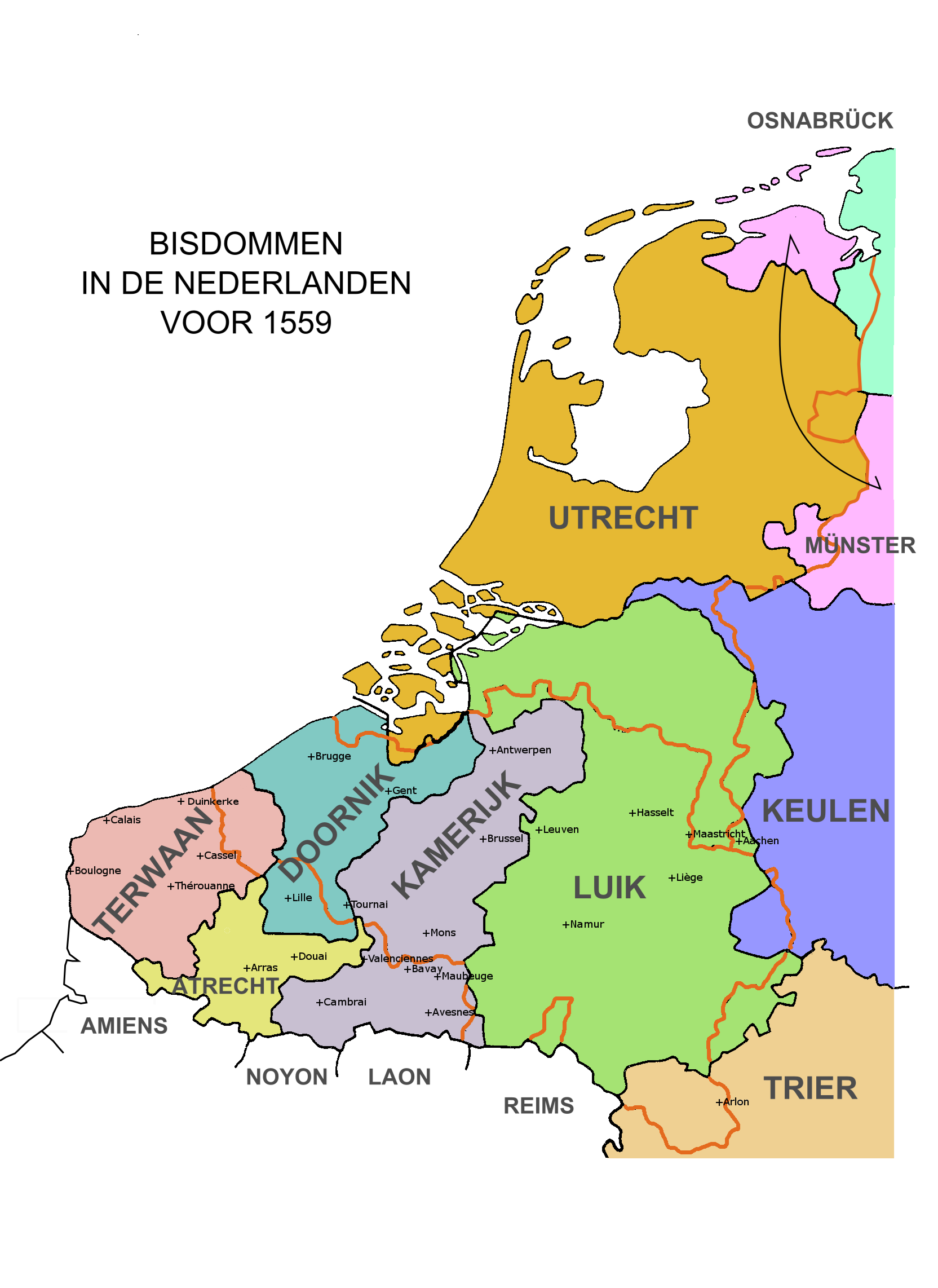
La diocesi di Utrecht prima degli scorpori territoriali del 1559 (estratta da: Reginald Lane Poole, Historical Atlas of Modern Europe, 1902, tavola XXXVII - Germania Sacra).

Il territorio del principato arcivescovile di Utrecht a metà del XIV secolo (in colore viola).

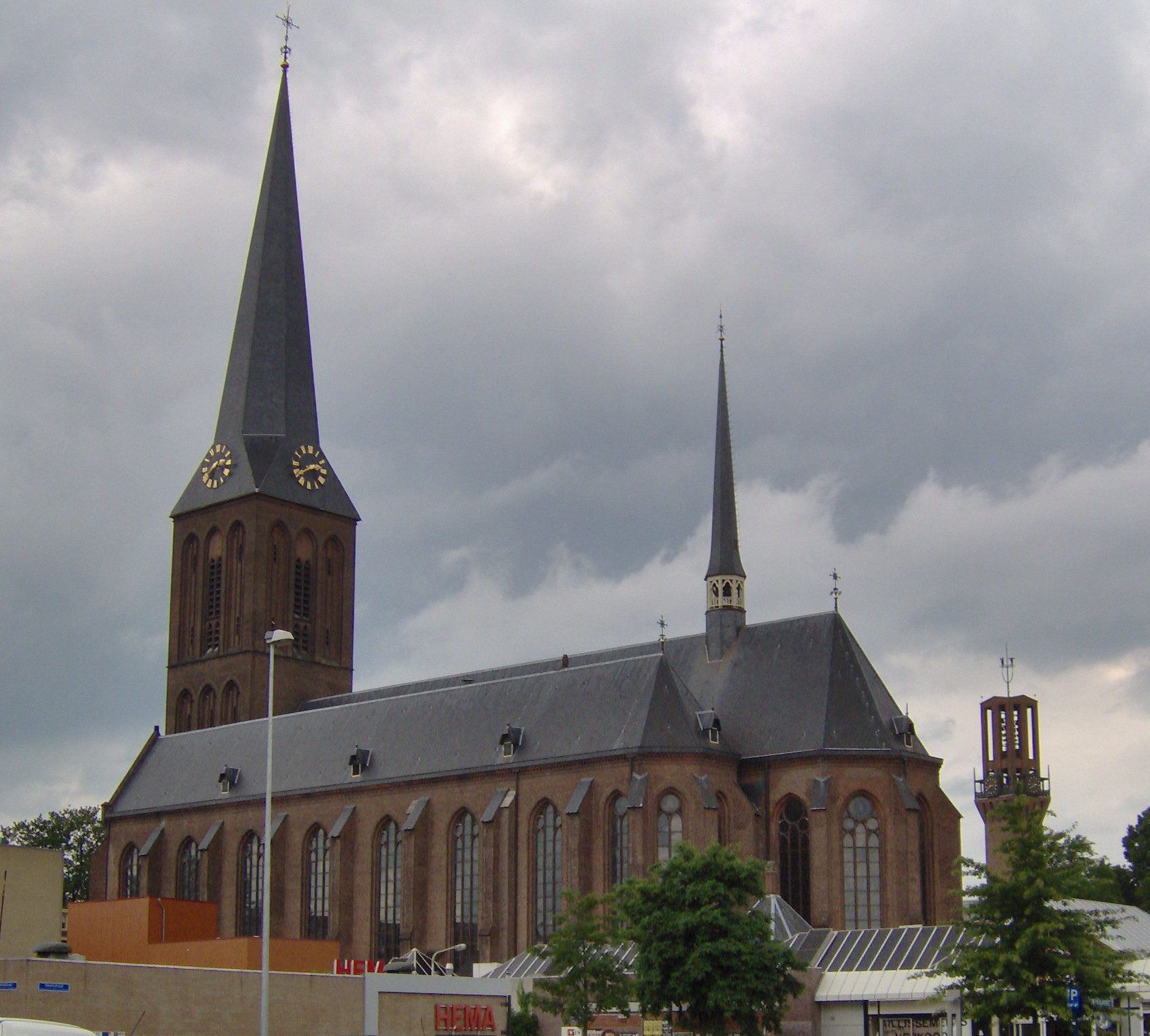
La basilica di San Lamberto a Hengelo.

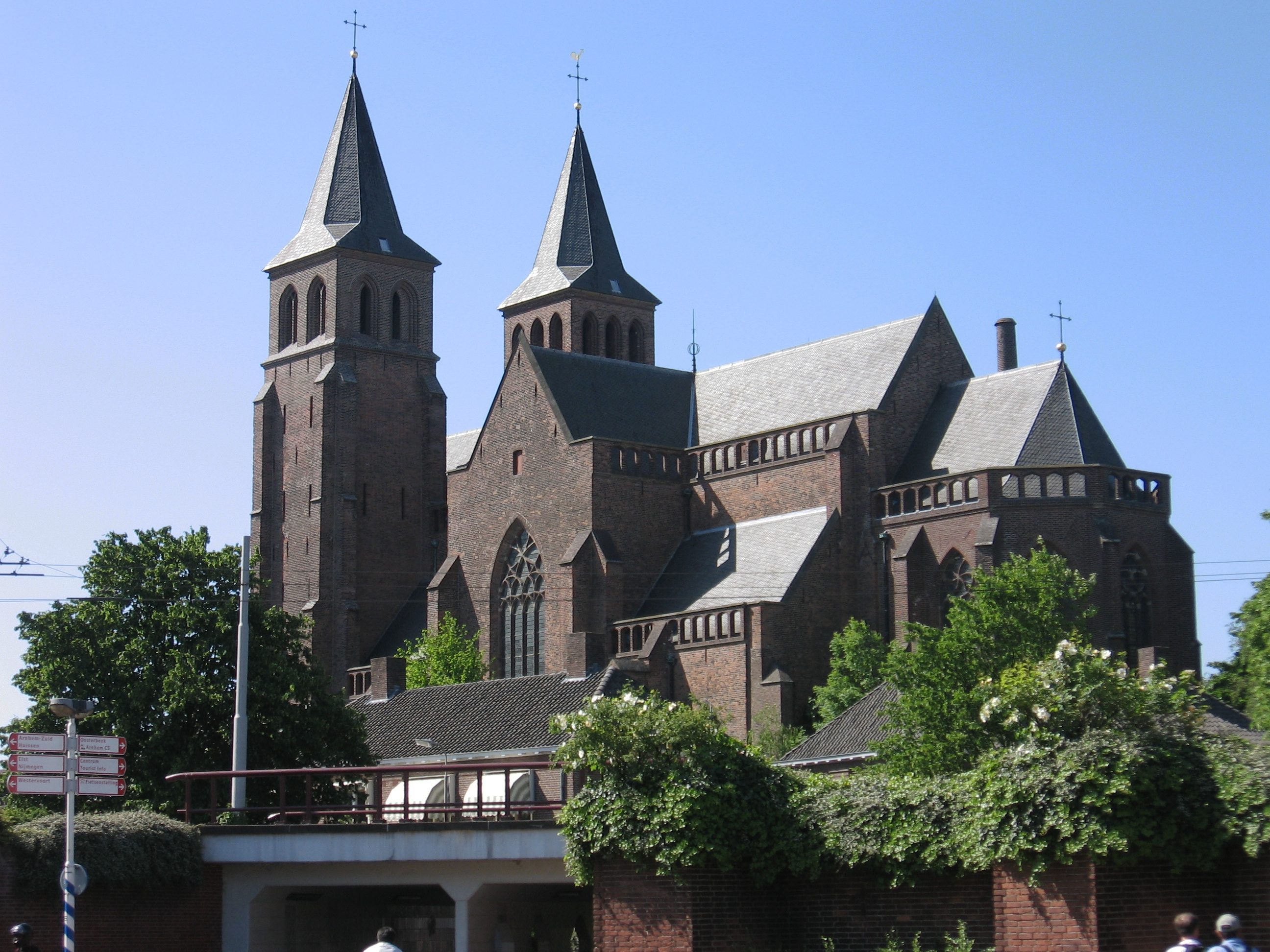
La basilica di San Walburg a Arnhem.

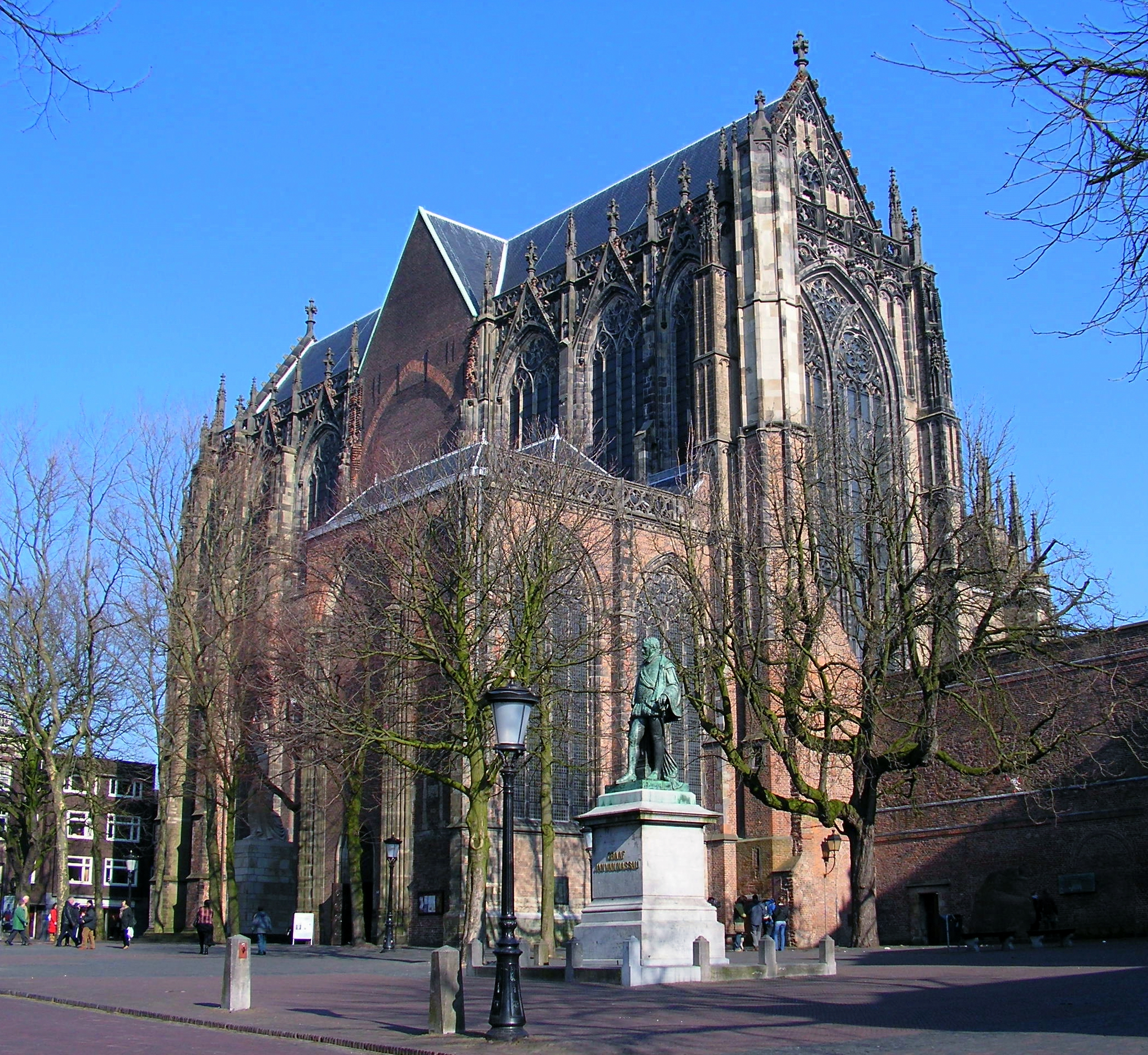
L'antica cattedrale cattolica di Utrecht, dedicata a san Martino di Tours, oggi chiesa protestante.

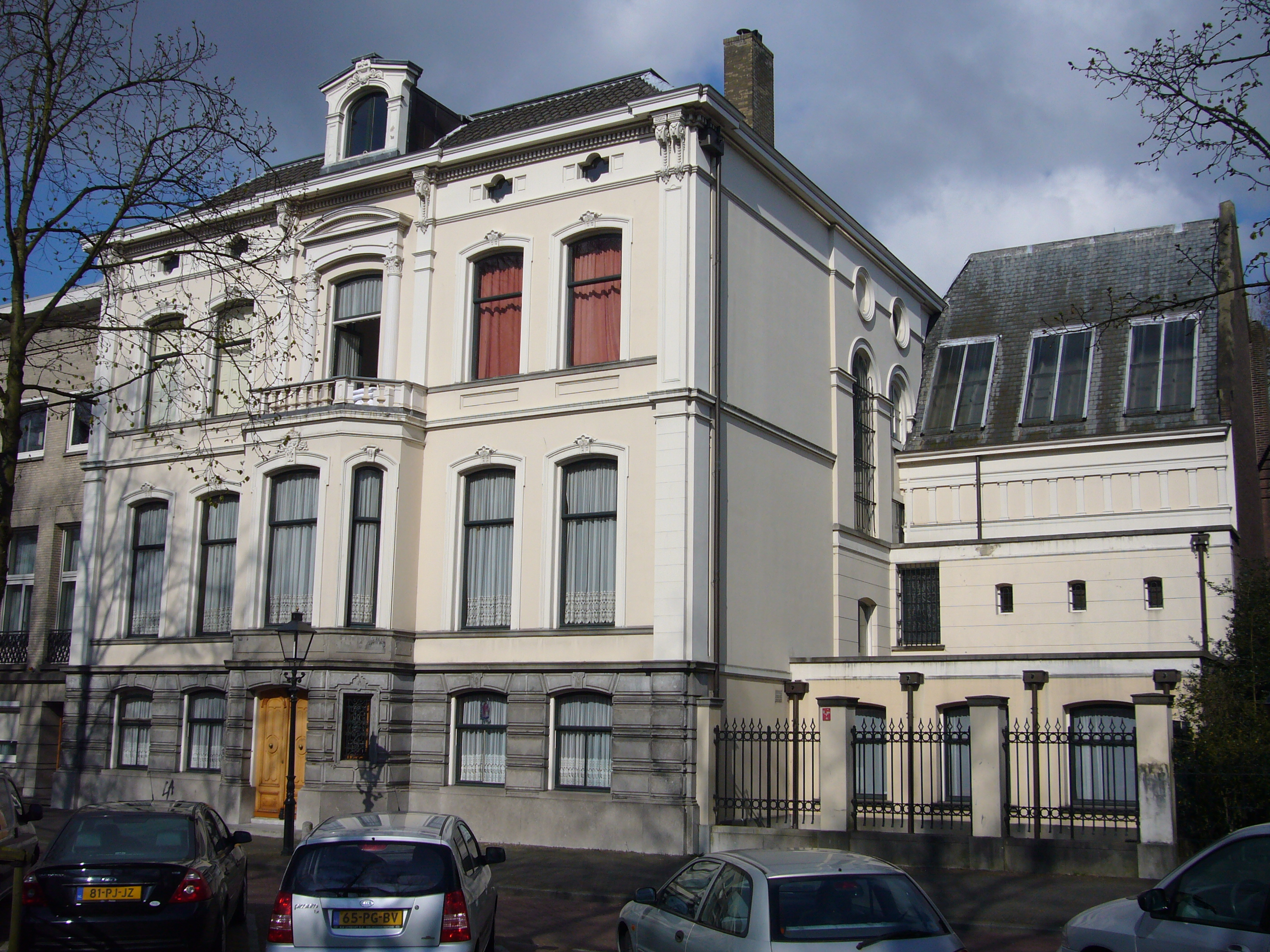
Il palazzo arcivescovile di Utrecht.

L'arcidiocesi di Utrecht (in latino Archidioecesis Ultraiectensis) è una sede metropolitana della Chiesa cattolica nei Paesi Bassi. Nel 2022 contava 689.000 battezzati su 4.292.430 abitanti. È retta dall'arcivescovo cardinale Willem Jacobus Eĳk.

## Territorio
L'arcidiocesi comprende le province olandesi di Utrecht, Gheldria, Overijssel e la parte centrale della provincia di Flevoland.
Sede arcivescovile è la città di Utrecht, dove si trova la cattedrale di Santa Caterina. Sono otto le basiliche minori presenti nell'arcidiocesi: San Giorgio ad Almelo, l'Esaltazione della Croce a Raalte, San Lamberto a Hengelo, San Nicola a IJsselstein, San Pancrazio a Tubbergen, San Plechelmo a Oldenzaal, San Walburg a Arnhem e Santa Maria Assunta a Zwolle.
Il territorio si estende su 10000 km² ed è suddiviso in 46 parrocchie, raggruppate in 3 vicariati: Utrecht, Deventer e Arnhem. Alcune parrocchie per gli immigrati non fanno capo a nessun decanato.

### Provincia ecclesiastica
La provincia ecclesiastica di Utrecht, istituita nel 1559, comprende le seguenti suffraganee:
- diocesi di Breda,
- diocesi di Groninga-Leeuwarden,
- diocesi di Haarlem-Amsterdam,
- diocesi di Roermond,
- diocesi di Rotterdam,
- diocesi di 's-Hertogenbosch.

## Storia
La diocesi di Utrecht fu eretta nel 695 quando san Villibrordo fu consacrato vescovo dei Frisi a Roma da papa Sergio I e con il beneplacito di Pipino di Herstal andò ad occupare la cattedra dell'importante città di Utrecht.
Dopo la morte di Villibrordo la diocesi ebbe a soffrire enormi danni dalle incursioni dei Frisi e, più tardi, da quelle dei Normanni.
Tempi migliori trascorse durante il regno degli imperatori sassoni che frequentemente invitarono i vescovi di Utrecht alle diete ed ai concili imperiali. Nel 1024 i vescovi furono investiti dell'autorità e del lignaggio di principi del Sacro Romano Impero. Con l'ottenimento della immediatezza imperiale, il vescovo ottenne il titolo di principe dell'Impero: il territorio su cui estendeva la sua autorità politica comprendeva lo Sticht, corrispondente all'attuale provincia di Utrecht, ma anche alcuni territori conosciuti come l'Oversticht, corrispondenti grosso modo alle attuali province di Drenthe e di Overijssel e alla città di Groninga, che non erano in continuità con lo Sticht perché vi si interponevano i territori della Ducato di Gheldria, corrispondente all'attuale provincia della Gheldria.
Nel 1122, con il Concordato di Worms, il diritto di investitura dell'imperatore fu abrogato ed il diritto di provvedere all'elezione del vescovo fu riservato al capitolo della cattedrale il quale, molto presto, si trovò a doverlo condividere con i quattro capitoli delle chiese collegiate più importanti della città (San Salvatore, San Giovanni, San Pietro e Santa Maria). I conti di Olanda e di Gheldria, fra i cui possessi si estendevano le terre governate dal principe-vescovo di Utrecht, tentarono di acquisire influenza politica sulla scelta dei capitoli cercando spesso di imporre un candidato a loro gradito. Tale situazione provocò frequenti dispute e controversie con conseguenti frequenti interventi della Santa Sede, la quale si vide costretta ad interferire in più di un'elezione. Dopo la metà del XIV secolo i papi ripetutamente nominarono direttamente i vescovi senza alcun riguardo per il diritto dei cinque capitoli, forzati dalla situazione di grave ingerenza esercitata dai poteri politici locali e confinanti.
Nel 1527 l'ultimo principe-vescovo alienò i suoi territori all'imperatore Carlo V ed il principato divenne parte dei dominii degli Asburgo; nel contempo, i cinque capitoli trasferirono volontariamente il loro diritto di elezione all'imperatore, con il consenso di papa Clemente VII.
Il 12 maggio 1559 con la bolla Super Universas di papa Paolo IV Utrecht cedette una porzione del suo territorio a vantaggio dell'erezione delle diocesi di Haarlem (oggi diocesi di Haarlem-Amsterdam), di Deventer, di Groninga (oggi diocesi di Groninga-Leeuwarden), di Leeuwarden e di Middelburg e contestualmente fu elevata al rango di arcidiocesi metropolitana con sei diocesi suffraganee.
Ma il nuovo stato di cose non durò a lungo. Quando le province settentrionali dei Paesi Bassi si rivoltarono, l'arcidiocesi decadde con la fine del potere spagnolo. Secondo i termini dell'Unione di Utrecht, i diritti ed i privilegi dei cattolici avrebbero dovuto essere garantiti, ma il 14 giugno 1580 la pratica della religione cattolica venne proibita dai magistrati di Utrecht. La cattedrale di San Martino fu devastata ed il governo delle Province Unite fu incapace di controllare gli estremisti. Il 25 agosto dello stesso anno l'arcivescovo Schenk morì e due successori nominati dal re di Spagna non riuscirono ad entrare nel territorio della diocesi.
Nel 1592 papa Clemente VIII dichiarò i territori a nord del fiume Waal territorio di missione, la Missione Olandese, affidata a vicari apostolici.
La sede rimase vacante fino al 1602, quando l'incarico di arcivescovo fu conferito ai vicari apostolici della Missione Olandese (Hollandse Zending). Questi vicari furono consacrati come arcivescovi titolari per non urtare la sensibilità del governo olandese, ma a condizione che avrebbero assunto il titolo di arcivescovi di Utrecht quando le circostanze lo avrebbero permesso.
Durante l'ultimo periodo del vicariato apostolico, fra il clero della diocesi si diffusero le teorie gianseniste e gallicane, avversate dalla Curia Romana e tollerate dal vescovo Van Neercassel. Quando a questi succedette Petrus Codde, acceso sostenitore del giansenismo, si aprì un aperto conflitto con Roma che si risolse solo con la sospensione del presule e con la sua sostituzione con un nuovo vescovo e vicario apostolico. Codde, d'altra parte e fino alla fine dei suoi giorni, continuò a considerarsi arcivescovo e ad esercitare una residua autorità al di fuori della comunione con la Santa Sede. La maggioranza del clero dell'arcidiocesi, anche dopo la sua scomparsa, continuò a rivendicare il diritto all'elezione dell'arcivescovo.
Nel 1723 i capitoli, avendo ottenuto il permesso del governo olandese, provvidero ad eleggere un nuovo arcivescovo, al quale però Benedetto XIII decise di negare il suo assenso e di comminare la scomunica (1725). Questo fu l'inizio dello scisma di Utrecht (o scisma vetero-cattolico), che tuttora si prolunga. Ciò nonostante, fino al 1858 tutti gli arcivescovi vetero-cattolici eletti notificarono la loro elezione al Papa e fino al Concilio Vaticano I non si considerarono separati dalla Chiesa di Roma.
Nel 1725 gli Stati Generali dei Paesi Bassi, in un tentativo di indebolire e dividere i cattolici, espulsero i vicari apostolici dal paese. I superiori della Missione Olandese si stabilirono a Bruxelles fino al 1794, successivamente il superiore Ludovico Ciamberlani (1794-1828) ebbe residenza a Münster e poi ad Amsterdam e il suo successore Francesco Capaccini pose la residenza all'Aia, dove rimarrà fino al ristabilimento della gerarchia. Intanto nel 1795 la Repubblica batava concesse a tutti i cittadini, compresi i cattolici, libertà di religione.
Nel 1843, la Missione d'Olanda, retta dall'incaricato d'affari vaticano presso il governo olandese, il futuro cardinale Innocenzo Ferrieri, comprendeva oltre mezzo milione di cattolici, 406 tra parrocchie e stazioni missionarie, e oltre 650 sacerdoti. La missione era suddivisa in 7 arcipreture:
- l'arcipretura di Olanda e Zelanda, che comprendeva, tra le altre, Amsterdam, Rotterdam, L'Aja, Leida. Haarlem e Middelburg;
- l'arcipretura di Utrecht;
- l'arcipretura di Gheldria, con sede principale a Arnhem;
- l'arcipretura di Twente;
- l'arcipretura di Salland e Drenthe, con sede principale a Zwolle;
- l'arcipretura della Frisia, con sede principale a Leeuwarden;
- l'arcipretura di Groninga.

Il 4 marzo 1853 la Santa Sede, con il breve Ex qua die di papa Pio IX, ristabilì una propria gerarchia nei Paesi Bassi, ufficiosamente chiamata Nuova Chiesa Cattolica e fu ripristinata l'arcidiocesi di Utrecht con quattro sedi suffraganee: Haarlem, Boscoducale, Breda e Roermond. La nuova arcidiocesi di Utrecht comprendeva la maggior parte della Missione d'Olanda, ossia le province di Utrecht, Groninga, Gheldria, Frisia e Drenthe.
Il 16 luglio 1955 ha ceduto una porzione del suo territorio a vantaggio dell'erezione della diocesi di Groninga (oggi diocesi di Groninga-Leeuwarden).

## Cronotassi

### Vescovi e arcivescovi di Utrecht
- San Villibrordo † (696 - 7 novembre 739 deceduto)
- Wera † (739 ? - 752/753)
- Sant'Eobano † (753 - 5 giugno 754 deceduto)
- San Gregorio † (754 - 778)[8]
- Sant'Alberico † (778 - 21 agosto 784 deceduto)
- Teodardo † (784 - 791 deceduto)
- Amacaro † (791 - 28 agosto 804 deceduto)
- Ricfredo † (804 - 5 ottobre 827 deceduto)
- San Federico † (828 - 18 luglio 838 deceduto)
- Alberico II † (838 - 19 novembre 845 deceduto)
- Eginardo † (845 - 847 deceduto)
- Ludgero † (847 - 22 aprile 856 deceduto)
- Sant'Ungero † (856 - 22 dicembre 866 deceduto)
- Adalboldo I † (870 - 10 dicembre 890 deceduto)
- Egilboldo † (900 - 25 settembre 900 deceduto)
- San Radbodo † (901 - 29 novembre 918 deceduto)
- Balderico † (918 - 8 gennaio 977 deceduto)
- Folcmaro (Poppone) † (977 - 11 dicembre 990 deceduto)
- Baldovino I † (991 - 10 maggio 994 deceduto)
- Sant'Ansfrido † (995 - 3 maggio 1010 deceduto)
- Adalboldo II, O.S.B. † (1010 - 27 novembre 1027 deceduto)
- San Bernoldo † (1027 - 19 luglio 1054 deceduto)
- Guglielmo I † (1054 - 28 aprile 1076 deceduto)
- Corrado † (1076 - 14 aprile 1099 deceduto)
- Burchard † (1099 - 18 maggio 1112 deceduto)
- Godebold † (1114 - 1127 dimesso)
- Andreas van Cuĳk † (1128 - 23 giugno 1138 deceduto)
- Hartbert † (1138 - 10 novembre 1150 deceduto)
- Herman van Hoorn † (1152 - 23 marzo 1156 deceduto)
- Godfried van Rhenen † (1156 - 27 maggio 1177 deceduto)
- Baldovino d'Olanda † (1178 - 10 maggio 1196 deceduto)
- Arnold van Isenburg † (1196 - 8 aprile 1197 deceduto)
- Dirk van Holland † (1197 - dopo il 9 agosto 1198 deceduto)
- Dirk van Are (van Ahr) † (1198 - 5 dicembre 1212 deceduto)
- Otto van Gelre † (1213 - 26 marzo 1215 deceduto)
- Otto II di Lippe † (1215 - 1º agosto 1228 deceduto)
- Vilbrando di Oldenburg † (1228 - 26 luglio 1235 deceduto)
- Ottone III d'Olanda † (1235 - 3 aprile 1249 deceduto)
- Gozewĳn van Amstel (van Randerath) † (1249 - 4 giugno 1250 deposto)
- Hendrik van Vianden † (25 ottobre 1250 - 2 giugno 1267 deceduto)
- Jan van Nassau † (1267 - 1288 dimesso)
- Jan van Sierck † (10 gennaio 1291 - 3 febbraio 1296 nominato vescovo di Toul)
- Willem Berthout † (4 febbraio 1296 - 4 luglio 1301 deceduto)
- Guido d'Avesnes † (1301 - 29 maggio 1317 deceduto)[9]
- Frederik van Sierck † (21 novembre 1317 - 20 luglio 1322 deceduto)
  - Jacob van Oudshoorn † (1322 - 22 settembre 1322 deceduto) (vescovo eletto)
- Jan van Diest † (8 novembre 1322 - 1º giugno 1341 deceduto)
  - Niccolò Capocci † (10 gennaio 1342 - 1342 dimesso) (vescovo eletto)
- Giovanni d'Arkel † (20 novembre 1342 - 15 aprile 1364 nominato vescovo di Liegi)
- Jan van Virneburg † (24 aprile 1364 - 23 giugno 1371 deceduto)
- Arnold van Hoorn † (9 luglio 1371 - 1378 nominato vescovo di Liegi)
- Floris van Wevelinkhoven † (7 novembre 1379 - 4 aprile 1393 deceduto)
- Frederik van Blankenheim † (7 luglio 1393 - 10 ottobre 1423 deceduto)
- Zweder van Culemborg † (6 febbraio 1425 - 10 dicembre 1432 deposto)
  - Rudolf van Diepholt † (26 settembre 1426 - 10 dicembre 1432 nominato vescovo) (antivescovo)
- Rudolf van Diepholt † (10 dicembre 1432 - 25 marzo 1455 deceduto)
  - Walram von Moers † (1434 - 1448 dimesso) (antivescovo sostenuto dall'imperatore Sigismondo di Lussemburgo)
  - Gijsbrecht van Brederode † (7 aprile 1455 - 1457 dimesso) (vescovo eletto)
- Davide di Borgogna † (12 settembre 1457 - 16 aprile 1494 deceduto)
- Frederik van Baden † (11 agosto 1496 - 1517 dimesso)
- Filippo di Borgogna † (18 marzo 1517 - 7 aprile 1524 deceduto)
- Heinrich von Rhein † (15 luglio 1524 - 20 agosto 1529 dimesso)
- Willem Enckenwoirt † (1º ottobre 1529 - 19 luglio 1534 deceduto)
- Georg van Egmond † (26 febbraio 1535 - 26 settembre 1559 deceduto)
- Frederik Schenck van Toutenburg † (10 marzo 1561 - 25 agosto 1580 deceduto)
  - Herman van Rennenberg (Konrad) † (1580 - 28 settembre 1592 deceduto) (vescovo eletto)
  - Jan van Bruhesen † (1592 - 2 settembre 1600 deceduto) (vescovo eletto)

### Vicari apostolici
- Sasbout Vosmeer † (22 settembre 1602 - 3 maggio 1614 deceduto)
- Philippus Rovenius † (11 ottobre 1614 - 11 ottobre 1651 deceduto)
- Jacobus de la Torre † (11 ottobre 1651 succeduto - 16 settembre 1661 deceduto)
- Baldwin von Catz † (31 maggio 1662 - 18 maggio 1663 deceduto)
- Johannes van Neercassel † (18 maggio 1663 succeduto - 6 giugno 1686 deceduto)
- Petrus Codde, C.O. † (9 ottobre 1688 - 3 aprile 1704 sollevato)
- Gerhard Potcamp † (7 dicembre 1705 - 16 dicembre 1705 deceduto)
- Adam Daemen † (10 febbraio 1707 - 1717 deceduto)
- Johannes van Bĳlevelt † (22 ottobre 1717 - 20 gennaio 1727 deceduto)

### Superiori della Missione olandese
- Giuseppe Spinelli † (1727 - 1731)
- Vincenzo Montalto † (1731 - 1732)
- Silvio Valenti Gonzaga † (29 febbraio 1732 - 28 gennaio 1736 dimesso)
- Franciscus Goddard † (1736 - 1737)
- Luca Melchiore Tempi † (1737 - 1743)
- Petrus Paulus Testa † (1744)
- Ignazio Michele Crivelli † (1744 - 1755)
- Carlo Molinari † (1755 - 1763)
- Bartolomeo Soffredini † (1763)
- Tommaso Maria Ghilini † (1763 - 1775)
- Joannes Antonius Maggiora † (1775 - 1776)
- Ignazio Busca † (1776 - 1785)
- Michael Causati † (1785 - 1786)
- Antonio Felice Zondadari † (1786 - 1792)
- Cesare Brancadoro † (1792 - 1794)
- Luigi Ciamberlani † (1794 - 1828)
- Francesco Capaccini † (1829 - 1831)
- Antonio Benedetto Antonucci † (1831 - 1841)
- Innocenzo Ferrieri † (1841 - 1847)
- Joannes Zwijsen † (1847 - 1848)
- Carlo Belgrado † (1848 - 1853)

### Arcivescovi di Utrecht (sede restaurata)
- Joannes Zwijsen † (4 marzo 1853 - 4 febbraio 1868 nominato arcivescovo, titolo personale, di 's-Hertogenbosch)
- Andreas Ignatius Schaepman † (4 febbraio 1868 succeduto - 19 settembre 1882 deceduto)
- Pieter Mathĳs Snickers † (3 aprile 1883 - 2 aprile 1895 deceduto)
- Hendrik van de Wetering † (11 luglio 1895 - 18 novembre 1929 deceduto)
- Johannes Henricus Gerardus Jansen † (11 aprile 1930 - 6 febbraio 1936 dimesso[10])
- Johannes de Jong † (6 febbraio 1936 succeduto - 8 settembre 1955 deceduto)
- Bernard Jan Alfrink † (31 ottobre 1955 succeduto - 6 dicembre 1975 ritirato)
- Johannes Gerardus Maria Willebrands † (6 dicembre 1975 - 3 dicembre 1983 dimesso)
- Adrianus Johannes Simonis † (3 dicembre 1983 succeduto - 14 aprile 2007 ritirato)
- Willem Jacobus Eĳk, dall'11 dicembre 2007

## Statistiche
L'arcidiocesi nel 2022 su una popolazione di 4.292.430 persone contava 689.000 battezzati, corrispondenti al 16,1% del totale.
| anno | popolazione | popolazione | popolazione | presbiteri | presbiteri | presbiteri | presbiteri                | diaconi | religiosi | religiosi | parrocchie |
| anno | battezzati  | totale      | %           | numero     | secolari   | regolari   | battezzati per presbitero | diaconi | uomini    | donne     | parrocchie |
| ---- | ----------- | ----------- | ----------- | ---------- | ---------- | ---------- | ------------------------- | ------- | --------- | --------- | ---------- |
| 1950 | 624.000     | 1.872.000   | 33,3        | 729        | 729        |            | 855                       |         |           |           | 377        |
| 1969 | 849.982     | 2.856.449   | 29,8        | 895        | 768        | 127        | 949                       |         | 127       |           | 355        |
| 1980 | 942.000     | 3.266.000   | 28,8        | 1.022      | 472        | 550        | 921                       | 1       | 950       | 3.000     | 359        |
| 1990 | 901.862     | 3.521.322   | 25,6        | 892        | 378        | 514        | 1.011                     | 24      | 794       | 2.383     | 362        |
| 1999 | 800.000     | 3.000.000   | 26,7        | 276        | 276        |            | 2.898                     | 55      | 153       | 1.550     | 355        |
| 2000 | 852.752     | 3.751.379   | 22,7        | 382        | 274        | 108        | 2.232                     | 60      | 256       | 1.551     | 348        |
| 2001 | 835.823     | 3.779.499   | 22,1        | 394        | 286        | 108        | 2.121                     | 54      | 279       | 1.335     | 218        |
| 2002 | 834.348     | 3.783.699   | 22,1        | 628        | 285        | 343        | 1.328                     | 63      | 508       | 1.259     | 342        |
| 2003 | 832.068     | 3.937.376   | 21,1        | 584        | 252        | 332        | 1.424                     | 62      | 491       | 1.137     | 316        |
| 2004 | 829.184     | 3.836.649   | 21,6        | 577        | 262        | 315        | 1.437                     | 69      | 463       | 1.057     | 336        |
| 2010 | 757.000     | 3.979.000   | 19,0        | 425        | 214        | 211        | 1.781                     | 85      | 320       | 697       | 234        |
| 2014 | 750.000     | 4.049.000   | 18,5        | 341        | 158        | 183        | 2.199                     | 84      | 288       | 540       | 232        |
| 2017 | 753.700     | 4.070.300   | 18,5        | 323        | 140        | 183        | 2.333                     | 79      | 283       | 540       | 53         |
| 2020 | 762.100     | 4.115.800   | 18,5        | 307        | 124        | 183        | 2.482                     | 74      | 283       | 540       | 47         |
| 2022 | 689.000     | 4.292.430   | 16,1        | 300        | 117        | 183        | 2.296                     | 71      | 283       | 540       | 46         |